# Twins LOL Live

《Twins LOL Live Around The World》，是香港女子演唱團體Twins第五次世界巡迴開唱，亦是五度踏上紅磡香港體育館舉辦的演唱會，更是紀念Twins組合成團15週年演唱會，第二次於紅館舉行跨年演唱會，演唱會兩度加場。
從2015年12月31日一連五場演唱會在香港红磡體育館開始，原定2018年5月22日於多倫多索尼藝術表演中心作為最終場結束本次巡演，因反應熱烈，再加開一場澳門場作為這主題巡迴演出的最終場。，而此次巡演場次總共有24場演出，亦是Twins出道以來巡演場次最高紀錄。

## 簡介
是次乃Twins第五度紅館演唱會，亦是繼2003/04年，第二次與香港樂迷舉行跨年紅館演唱會，而且Twins更創造了女子組合踏上紅館開個唱的場次最高紀錄！回想Twins當年組成，二人一直有一個共同目標：就是希望藉著音樂和演出，散發最歡樂的正能量！所以在即將舉行的演唱會，二人希望延續這個信念，故特別以近年網上流行用語「LOL」作為主題，務求與每位入場觀眾，齊齊踢走負能量，放聲Laugh Out Loud！

## 場次
| 日期           | 地點                                    | 表演嘉賓            | 備註                                                                          |
| 2015年         |                                         |                     |                                                                               |
| 2015年12月31日 | 香港 红磡體育館                         | Shine               | 二度跨年演唱會                                                                |
| 2016年         |                                         |                     |                                                                               |
| 2016年1月1日   | 香港 红磡體育館                         | Boy'z               |                                                                               |
| 2016年1月2日   | 香港 红磡體育館                         | Super Girls、As One |                                                                               |
| 2016年1月3日   | 香港 红磡體育館                         | C AllStar           | （第一度加場）                                                                |
| 2016年1月4日   | 香港 红磡體育館                         | 農夫、容祖兒        | （第二度加場）                                                                |
| 2016年5月21日  | 中国廣州 廣州體育館                     |                     |                                                                               |
| 2016年9月3日   | 中国深圳 深圳灣體育中心                 |                     |                                                                               |
| 2016年9月17日  | 中国佛山 嶺南明珠體育館                 |                     |                                                                               |
| 2016年9月24日  | 中国上海 梅賽德斯-奔馳文化中心          |                     | 美國流行女歌手 Katy Perry 前往觀賞，發上instagram即時動態；隨即又刪除該動態。 |
| 2016年11月26日 | 澳門 金光綜藝館                         | 張致恆              | Twins第50場大型演唱會                                                         |
| 2017年         |                                         |                     |                                                                               |
| 2017年2月19日  | 美国雷諾 雷諾活動中心                   |                     |                                                                               |
| 2017年4月8日   | 中国福州 福州海峡奥林匹克体育中心綜合館 |                     |                                                                               |
| 2017年4月15日  | 中国重慶 重庆国际博览中心中央大厅       |                     |                                                                               |
| 2017年4月22日  | 中国東莞 東風日產文體中心               |                     |                                                                               |
| 2017年5月20日  | 中国廣州 廣州國際體育演藝中心           |                     | 四面臺                                                                        |
| 2017年6月3日   | 马来西亚吉隆坡 雲頂雲星劇場             |                     |                                                                               |
| 2017年9月30日  | 中国成都 四川省體育館                   |                     | 四面臺                                                                        |
| 2018年         |                                         |                     |                                                                               |
| 2018年1月6日   | 中国南寧 廣西體育中心體育館             |                     | 四面臺                                                                        |
| 2018年1月20日  | 澳門 澳門百老匯                         |                     | 特別場                                                                        |
| 2018年1月27日  | 中国武漢 武漢體育中心                   |                     | 四面臺 原定於2017年6月10日                                                    |
| 2018年5月17日  | 加拿大溫哥華 女皇劇場                   |                     |                                                                               |
| 2018年5月19日  | 美国洛杉磯 帕薩迪納市政禮堂             |                     |                                                                               |
| 2018年5月22日  | 加拿大多倫多 索尼藝術表演中心           |                     |                                                                               |
| 2018年10月13日 | 澳門 金光綜藝館                         |                     | 四面臺 最終站                                                                 |

## 各場演唱之歌曲

### 香港站

#### 2015年12月31日
1. 著睡衣跳舞
2. TGIF
3. LOL
4. 明愛暗戀補習社
5. 二人世界盃
6. 愛情當入樽
7. 熱浪假期
8. 丟架
9. Love Medley：黑色喜劇/安全感/我決定走了/慌心假期
10. 多謝失戀
11. 眼紅紅 (With.Shine)
12. 半成年(Shine)
13. 瓶中沙
14. Friend Medley：朋友仔/天對地/童子軍/友誼第一
15. 相愛六年
16. 小心愛
17. 烈女
18. 千金
19. 女人味
20. 飲歌
21. 風箏與風
22. 你不是好情人
23. 幼稚園
24. 成長
25. 我們的紀念冊

Reciprocal New Year
1. Dance Medley：Ichiban興奮/零四好玩/人人彈起/大紅大紫
2. 戀愛大過天
3. 下一站天后
4. 精選
5. 女校男生

#### 2016年1月1日
1. 著睡衣跳舞
2. TGIF
3. LOL
4. 明愛暗戀補習社
5. 二人世界盃
6. 愛情當入樽
7. 熱浪假期
8. 丟架
9. Love Medley：黑色喜劇/安全感/我決定走了/慌心假期
10. 多謝失戀
11. 死性不改(With.Boy'z)
12. La La世界(Boy'z)
13. 瓶中沙
14. Friend Medley：朋友仔/天對地/童子軍/友誼第一
15. 虛齡時代
16. 相愛六年
17. 小心愛
18. 烈女
19. 千金
20. 女人味
21. 飲歌
22. 風箏與風
23. 你不是好情人
24. 幼稚園
25. 下一站天后
26. 我們的紀念冊
27. Dance Medley：Ichiban興奮/零四好玩/人人彈起/大紅大紫

Encore
1. 戀愛大過天
2. 亂世佳人
3. emoji
4. 女校男生

#### 2016年1月2日
1. 著睡衣跳舞
2. TGIF
3. LOL
4. 明愛暗戀補習社
5. 二人世界盃
6. 愛情當入樽
7. 熱浪假期
8. 丟架
9. Love Medley：黑色喜劇/安全感/我決定走了/慌心假期
10. 多謝失戀
11. 眼紅紅
12. 士多啤梨蘋果橙 (Super Girls & As One)
13. 瓶中沙
14. Friend Medley：朋友仔/天對地/童子軍/友誼第一
15. 相愛六年
16. 小心愛
17. 烈女
18. 千金
19. 女人味
20. 飲歌
21. 風箏與風
22. 你不是好情人
23. 幼稚園
24. 下一站天后
25. 我們的紀念冊
26. Dance Medley：Ichiban興奮/零四好玩/人人彈起/大紅大紫

Encore
1. 戀愛大過天
2. 施比受 (半首)
3. 跅跅步哈姆太郎 (半首)
4. 大浪漫主義
5. 冬令時間
6. 拍住上 (清唱一句)
7. 那天很愛笑
8. 女校男生

#### 2016年1月3日
1. 著睡衣跳舞
2. TGIF
3. LOL
4. 明愛暗戀補習社
5. 二人世界盃
6. 愛情當入樽
7. 熱浪假期
8. 丟架
9. Love Medley：黑色喜劇/安全感/我決定走了/慌心假期
10. 多謝失戀
11. 眼紅紅 (With.C AllStar)
12. 天梯 (With.C AllStar )(半首)
13. 逾越生死 (C AllStar)
14. 瓶中沙
15. Friend Medley：朋友仔/天對地/童子軍/友誼第一
16. 相愛六年
17. 小心愛
18. 烈女
19. 千金
20. 女人味 (Mix with 士多啤梨蘋果橙)
21. 飲歌
22. 風箏與風
23. 你不是好情人
24. 幼稚園
25. 下一站天后
26. 我們的紀念冊
27. Dance Medley：Ichiban興奮/零四好玩/人人彈起/大紅大紫

Encore
1. 戀愛大過天
2. 神奇兩女俠
3. 你講你愛我 (半首)
4. 救生圈
5. 女校男生

#### 2016年1月4日
1. 著睡衣跳舞
2. TGIF
3. LOL
4. 明愛暗戀補習社
5. 二人世界盃
6. 愛情當入樽
7. 熱浪假期
8. 丟架
9. Love Medley：黑色喜劇/安全感/我決定走了/慌心假期
10. 多謝失戀
11. 士多啤梨蘋果橙（農夫RAP）
12. 瓶中沙
13. Friend Medley：朋友仔/天對地/童子軍/友誼第一
14. 虛齡時代
15. 相愛六年
16. 小心愛
17. 烈女
18. 千金
19. 女人味
20. 飲歌
21. 風箏與風
22. 你不是好情人
23. 幼稚園
24. 下一站天后
25. 我們的紀念冊
26. Dance Medley：Ichiban興奮/零四好玩/人人彈起/大紅大紫

Encore
1. 戀愛大過天
2. 你講你愛我 (容祖兒合唱 半首)
3. 眼紅紅 (容祖兒合唱)
4. EMOJI
5. 跅跅步哈姆太郎 (半首)
6. 亂世佳人
7. 德州的故事
8. 成長
9. 女校男生

### 廣州站

#### 2016年5月21日
1. 著睡衣跳舞
2. TGIF
3. LOL
4. 明愛暗戀補習社
5. 二人世界盃
6. 愛情當入樽
7. 熱浪假期
8. 丟架
9. 多謝失戀
10. 眼紅紅
11. 你最勇敢（國）
12. 瓶中沙（國）
13. 虛齡時代
14. 相愛六年
15. 小心愛
16. 烈女
17. 千金
18. 女人味
19. 飲歌
20. 風箏與風
21. 我很想愛他（國）
22. 下一站天后
23. Dance Medley：Ichiban興奮/零四好玩/人人彈起/大紅大紫

Encore
1. 我們的紀念冊
2. 死性不改
3. 女校男生

### 深圳站

#### 2016年9月3日
1. 著睡衣跳舞
2. TGIF
3. LOL
4. 明愛暗戀補習社
5. 二人世界盃
6. 愛情當入樽
7. 熱浪假期
8. 丟架
9. 多謝失戀
10. 眼紅紅
11. 你最勇敢（國）
12. 不愛之恩（首唱）
13. 相愛六年
14. 小心愛
15. 烈女
16. 千金
17. 女人味
18. 飲歌
19. 風箏與風
20. 我很想愛他（國）
21. 下一站天后
22. 我們的紀念冊
23. Dance Medley：Ichiban興奮/零四好玩/人人彈起/大紅大紫

Encore
1. 士多啤梨蘋果橙
2. 朋友仔（清唱）
3. 戀愛大過天
4. 死性不改
5. 女校男生

### 佛山站

#### 2016年9月17日
1. 著睡衣跳舞
2. TGIF
3. LOL
4. 明愛暗戀補習社
5. 二人世界盃
6. 愛情當入樽
7. 熱浪假期
8. 丟架
9. 多謝失戀
10. 眼紅紅
11. 你最勇敢（國）
12. 虛齡時代
13. 相愛六年
14. 小心愛
15. 烈女
16. 千金
17. 女人味
18. 飲歌
19. 風箏與風
20. 我很想愛他（國）
21. 下一站天后
22. 我們的紀念冊
23. Dance Medley：Ichiban興奮/零四好玩/人人彈起/大紅大紫

Encore
1. 戀愛大過天
2. 死性不改
3. 你不是好情人
4. 幼稚園
5. 女校男生

### 上海站

#### 2016年9月24日
1. 著睡衣跳舞
2. TGIF
3. LOL
4. 明愛暗戀補習社
5. 二人世界盃
6. 愛情當入樽
7. 熱浪假期
8. 丟架
9. 多謝失戀
10. 眼紅紅
11. 國語Medley：小酒窩（國）/星光遊樂園（國）/我們之間（國）/你最勇敢（國）
12. 就說我們都是華麗的單身族（國）首唱新歌
13. 不愛之恩
14. 相愛六年
15. 小心愛
16. 烈女
17. 千金
18. 女人味
19. 飲歌
20. 風箏與風
21. 我很想愛他 （國）
22. 下一站天后
23. 我們的紀念冊
24. Dance Medley：Ichiban興奮/零四好玩/人人彈起/大紅大紫

Encore
1. 戀愛大過天
2. 死性不改
3. 幼稚園
4. 女校男生

### 澳門站

#### 2016年11月26日
1. 著睡衣跳舞
2. TGIF
3. LOL
4. 明愛暗戀補習社
5. 二人世界盃
6. 愛情當入樽
7. 熱浪假期
8. 丟架
9. 多謝失戀
10. Love Medley：黑色喜劇/安全感/我決定走了/慌心假期
11. 就說我們都是華麗的單身族（國）
12. 相愛六年
13. 小心愛
14. 烈女
15. 千金
16. 女人味
17. 飲歌
18. 風箏與風
19. 我很想愛他 （國）
20. 下一站天后
21. 我們的紀念冊
22. Dance Medley：Ichiban興奮/零四好玩/人人彈起/大紅大紫

Encore
1. 戀愛大過天
2. 眼紅紅
3. 飄零燕
4. 死性不改(With張致恆)
5. 成長
6. 幼稚園
7. 女校男生

### 美國 Reno站

#### 2017年2月19日
1. 著睡衣跳舞
2. TGIF
3. LOL
4. 明愛暗戀補習社
5. 二人世界盃
6. 愛情當入樽
7. 熱浪假期
8. 丟架
9. 多謝失戀
10. 眼紅紅
11. 朋友仔
12. 相愛六年
13. 小心愛
14. 烈女
15. 千金
16. 女人味
17. 飲歌
18. 風箏與風
19. 我們的紀念冊
20. Dance Medley：Ichiban興奮/零四好玩/人人彈起/大紅大紫

Encore
1. 戀愛大過天
2. 你不是好情人（清唱）
3. 死性不改
4. 幼稚園
5. 我很想愛他
6. 下一站天后
7. 女校男生

### 福州站

#### 2017年4月8日
1. 著睡衣跳舞
2. TGIF
3. LOL
4. 明愛暗戀補習社
5. 二人世界盃
6. 愛情當入樽
7. 熱浪假期
8. 丟架
9. 多謝失戀
10. 眼紅紅
11. 國語Medley：小酒窩/星光遊樂園/我們之間/你最勇敢
12. 就說我們都是華麗的單身族
13. 相愛六年
14. 小心愛
15. 烈女
16. 千金
17. 女人味
18. 飲歌
19. 風箏與風
20. 我很想愛他
21. 下一站天后
22. 我們的紀念冊
23. Dance Medley：Ichiban興奮/零四好玩/人人彈起/大紅大紫

Encore
1. 戀愛大過天
2. 朋友仔
3. 作詞人的錯
4. 咖啡迷
5. 有約（半首）
6. 幼稚園
7. 女校男生

### 重慶站

#### 2017年4月15日
1. 著睡衣跳舞
2. TGIF
3. LOL
4. 明愛暗戀補習社
5. 二人世界盃
6. 愛情當入樽
7. 熱浪假期
8. 丟架
9. 多謝失戀
10. 眼紅紅
11. 國語Medley：小酒窩/星光遊樂園/我們之間/你最勇敢
12. 就說我們都是華麗的單身族
13. 相愛六年
14. 小心愛
15. 烈女
16. 千金
17. 女人味
18. 飲歌
19. 風箏與風
20. 我很想愛他
21. 下一站天后
22. 我們的紀念冊
23. Dance Medley：Ichiban興奮/零四好玩/人人彈起/大紅大紫

Encore
1. 戀愛大過天
2. 朋友仔
3. 作詞人的錯
4. 死性不改
5. 那天很愛笑
6. 女校男生

### 東莞站

#### 2017年4月22日
1. 著睡衣跳舞
2. TGIF
3. LOL
4. 明愛暗戀補習社
5. 二人世界盃
6. 愛情當入樽
7. 熱浪假期
8. 丟架
9. 多謝失戀
10. 眼紅紅
11. 有約
12. 虛齡時代
13. 相愛六年
14. 小心愛
15. 烈女
16. 千金
17. 女人味
18. 飲歌
19. 風箏與風
20. 我很想愛他（國）
21. 下一站天后
22. 我們的紀念冊
23. Dance Medley：Ichiban興奮/零四好玩/人人彈起/大紅大紫

Encore
1. 戀愛大過天
2. 大過天
3. 亂世佳人
4. 死性不改
5. 朋友仔
6. 作詞人的錯
7. 死性不改
8. 女校男生

### 廣州-第2站

#### 2017年5月20日
1. 著睡衣跳舞
2. TGIF
3. LOL
4. 明愛暗戀補習社
5. 二人世界盃
6. 愛情當入樽
7. 熱浪假期
8. 多謝失戀
9. Love Medley：丟架/你不是好情人/我決定走了/慌心假期
10. 眼紅紅
11. 拍住上
12. 相愛六年
13. 小心愛
14. 烈女
15. 千金
16. 女人味
17. 飲歌
18. 風箏與風
19. 亂世佳人
20. 我很想愛他（國）
21. 下一站天后
22. 我們的紀念冊
23. Dance Medley：Ichiban興奮/零四好玩/人人彈起/大紅大紫

Encore
1. 戀愛大過天
2. 朋友仔
3. 咖啡迷(清唱)
4. 有約
5. 女校男生

### 馬來西亞云顶站

#### 2017年6月3日
1. 著睡衣跳舞
2. TGIF
3. LOL
4. 明愛暗戀補習社
5. 二人世界盃
6. 愛情當入樽
7. 多謝失戀
8. Love Medley：丟架/你不是好情人/我決定走了/慌心假期
9. 眼紅紅
10. 相愛六年
11. 小心愛
12. 烈女
13. 千金
14. 女人味
15. 風箏與風
16. 我很想愛他（國）
17. 下一站天后
18. 我們的紀念冊
19. Dance Medley：Ichiban興奮/零四好玩/人人彈起/大紅大紫

Encore
1. 戀愛大過天
2. 幼稚園
3. 朋友的愛
4. 有約
5. 死性不改
6. 飲歌
7. 女校男生

### 成都站

#### 2017年9月30日
1. 著睡衣跳舞
2. TGIF
3. LOL
4. 明愛暗戀補習社
5. 二人世界盃
6. 愛情當入樽
7. 熱浪假期
8. 多謝失戀
9. Love Medley：丟架/你不是好情人/我決定走了/慌心假期
10. 眼紅紅
11. 相愛六年
12. 小心愛
13. 烈女
14. 千金
15. 女人味
16. 飲歌
17. 風箏與風
18. 亂世佳人
19. 我很想愛他（國）
20. 下一站天后
21. 我們的紀念冊
22. Dance Medley：Ichiban興奮/零四好玩/人人彈起/大紅大紫

Encore
1. 戀愛大過天
2. 星光遊樂園
3. 死性不改
4. 朋友仔
5. 女校男生

### 南寧站

#### 2018年1月6日
1. 著睡衣跳舞
2. TGIF
3. LOL
4. 明愛暗戀補習社
5. 二人世界盃
6. 愛情當入樽
7. 熱浪假期
8. 多謝失戀
9. Love Medley：丟架/你不是好情人/我決定走了/慌心假期
10. 眼紅紅
11. 相愛六年
12. 小心愛
13. 烈女
14. 千金
15. 女人味
16. 風箏與風
17. 我很想愛他（國）
18. 下一站天后
19. Dance Medley：Ichiban興奮/零四好玩/人人彈起/大紅大紫

Encore
1. 飲歌
2. 朋友仔
3. 死性不改
4. 女校男生

### 澳門站

#### 2018年1月20日
1. 著睡衣跳舞
2. TGIF
3. LOL
4. 明愛暗戀補習社
5. 二人世界盃
6. 愛情當入樽
7. 下一站天后
8. 小酒窩
9. 死性不改
10. 眼紅紅
11. 相愛六年
12. 小心愛
13. 烈女
14. 千金
15. 女人味
16. Dance Medley：Ichiban興奮/零四好玩/人人彈起/大紅大紫
17. 戀愛大過天
18. 女校男生

### 武漢站

#### 2018年1月27日
1. 著睡衣跳舞
2. TGIF
3. LOL
4. 明愛暗戀補習社
5. 二人世界盃
6. 愛情當入樽
7. 熱浪假期
8. 多謝失戀
9. Love Medley：丟架/你不是好情人/我決定走了/慌心假期
10. 眼紅紅
11. 相愛六年
12. 小心愛
13. 烈女
14. 千金
15. 女人味
16. 風箏與風
17. 我很想愛他（國）
18. 下一站天后
19. Dance Medley：Ichiban興奮/零四好玩/人人彈起/大紅大紫

Encore
1. 戀愛大過天
2. 朋友仔
3. 死性不改
4. 飲歌
5. 救生圈
6. 女校男生

### 溫哥華站

#### 2018年5月17日
1. 著睡衣跳舞
2. TGIF
3. LOL
4. 明愛暗戀補習社
5. 二人世界盃
6. 愛情當入樽
7. 多謝失戀
8. Love Medley：丟架/你不是好情人/我決定走了/慌心假期
9. 眼紅紅
10. 相愛六年
11. 小心愛
12. 烈女
13. 千金
14. 女人味
15. 風箏與風
16. 我很想愛他（國）
17. 下一站天后
18. Dance Medley：Ichiban興奮/零四好玩/人人彈起/大紅大紫

Encore
1. 戀愛大過天
2. 你講你愛我
3. 朋友仔
4. 死性不改
5. 大浪漫主義
6. 我們的紀念冊
7. 女校男生

### 洛杉磯站

#### 2018年5月19日
1. 著睡衣跳舞
2. TGIF
3. LOL
4. 明愛暗戀補習社
5. 二人世界盃
6. 愛情當入樽
7. 多謝失戀
8. Love Medley：丟架/你不是好情人/我決定走了/慌心假期
9. 眼紅紅
10. 相愛六年
11. 小心愛
12. 烈女
13. 千金
14. 女人味
15. 風箏與風
16. 我很想愛他（國）
17. 下一站天后
18. Dance Medley：Ichiban興奮/零四好玩/人人彈起/大紅大紫

Encore
1. 戀愛大過天
2. 死性不改
3. 朋友仔
4. 飲歌
5. 女校男生

### 多倫多站

#### 2018年5月22日
1. 著睡衣跳舞
2. TGIF
3. LOL
4. 明愛暗戀補習社
5. 二人世界盃
6. 愛情當入樽
7. 多謝失戀
8. Love Medley：丟架/你不是好情人/我決定走了/慌心假期
9. 眼紅紅
10. 相愛六年
11. 小心愛
12. 烈女
13. 千金
14. 女人味
15. 風箏與風
16. 我很想愛他（國）
17. 下一站天后
18. Dance Medley：Ichiban興奮/零四好玩/人人彈起/大紅大紫

Encore
1. 戀愛大過天
2. 飲歌
3. 朋友仔
4. 死性不改
5. 跅跅步哈姆太郎(半首)
6. 我們的紀念冊
7. 女校男生

### 澳門站

#### 2018年10月13日
1. 著睡衣跳舞
2. TGIF
3. LOL
4. 明愛暗戀補習社
5. 二人世界盃
6. 愛情當入樽
7. 熱浪假期
8. 多謝失戀
9. Love Medley：丟架/你不是好情人/我決定走了/慌心假期
10. 眼紅紅
11. 相愛六年
12. 小心愛
13. 烈女
14. 千金
15. 女人味
16. 飲歌
17. 風箏與風
18. 下一站天后
19. 我們的紀念冊
20. Dance Medley：Ichiban興奮/零四好玩/人人彈起/大紅大紫

Encore
1. 女校男生
2. 跅跅步哈姆太郎(半首)
3. 有約
4. 朋友仔
5. 朋友的愛
6. 德州的故事
7. 幼稚園
8. 死性不改
9. 瓶中沙
10. 咖啡迷
11. 戀愛大過天

## 演唱會原聲專輯

### #TWINS #LOL LIVE IN HK - Twins (3DVD + 2CD)

#### DVD
- DVD 1

1. 著睡衣跳舞
2. TGIF
3. LOL
4. 明愛暗戀補習社
5. 二人世界盃
6. 愛情當入樽
7. 熱浪假期
8. 丟架
9. Love Medley:黑色喜劇/安全感/我決定走了/慌心假期
10. 多謝失戀
11. 眼紅紅
12. 瓶中沙 (國)
13. Medley:朋友仔/天對地/童子軍/友誼第一
14. 虛齡時代
15. 相愛6年

- DVD 2

1. 小心愛
2. 烈女
3. 千金
4. 女人味
5. 飲歌
6. 風箏與風
7. 你不是好情人
8. 幼稚園
9. 下一站天后
10. 我們的紀念冊
11. ICHIBAN 興奮
12. 零4好玩
13. 人人彈起
14. 大紅大紫

- DVD 3

1. 戀愛大過天
2. 施比受
3. 跅跅步哈姆太郎
4. 大浪漫主義
5. 冬令時間
6. 那天很愛笑
7. 女校男生
8. Guest Medley:你講你愛我 (Twins + 容祖兒)/眼紅紅 (Twins + 容祖兒)/死性不改 (Twins + BOYZ)/眼紅紅 (Twins + Shine)/士多啤梨蘋果橙 (Super Girls/As One)/眼紅紅 (Twins+CAllstar)/士多啤梨蘋果橙 (Twins + FAMA)/ FAMA Talk
9. 笑之教室Lesson of Laugh
10. 笑之突擊Laugh out Loud
11. 笑之飲歌Lots of Laughs

#### CD
- CD 1

1. 著睡衣跳舞
2. TGIF
3. LOL
4. 明愛暗戀補習社
5. 二人世界盃
6. 愛情當入樽
7. 熱浪假期
8. 丟架
9. Love Medley:黑色喜劇/安全感/我決定走了/慌心假期
10. 多謝失戀
11. 眼紅紅
12. 瓶中沙 (國)
13. Medley:朋友仔/天對地/童子軍/友誼第一
14. 虛齡時代
15. 相愛6年

- CD 2

1. 小心愛
2. 烈女
3. 千金
4. 女人味
5. 飲歌
6. 風箏與風
7. 你不是好情人
8. 幼稚園
9. 下一站天后
10. 我們的紀念冊
11. ICHIBAN 興奮
12. 零4好玩
13. 人人彈起
14. 大紅大紫
15. 戀愛大過天
16. 施比受
17. 大浪漫主義
18. 冬令時間
19. 那天很愛笑
20. 女校男生

## 参見
- Twins